# His Lost Love
His Lost Love és una pel·lícula muda de la Biograph dirigida per D.W. Griffith i interpretada per Mary Pickford, Owen Moore, i James Kirkwood entre d'altres. La pel·lícula es va estrenar el 18 d'octubre de l'any 1909.

## Argument
Luke i James són dos germans que viuen en un poble anglès i de petits sempre jugaven amb Mary, la filla dels veïns. James era l'amor infantil de Mary però aquest va marxar a Londres a fer negocis en créixer. Luke es va quedar al poble i es va acabar prometent amb Mary.
Passat un temps, James pensa en tornar al poble i visitar Mary i en retrobar-la reneix el seu amor. Luke, s'adona de la situació i pensant en la felicitat de Mary amb el cor trencat cancel·la el prometatge. Mary i James es casen i tot va molt bé fins que un dia els visita la germana de Mary en néixer el primer fill, una nena. James i la germana s'enamoren sense poder evitar-ho. La germana decideix marxar en adonar-se de la situació però James diu que ell fugirà amb ella. La discussió és escoltada tan per Luke com per Mary, la qual, en veure fugir el seu marit es desmaia en braços de Luke i acaba morint.
Luke es cuida de fer créixer i educar la criatura però, anys després, James, que ha fet fortuna, torna i prova de convèncer la seva filla que es vingui a viure amb ell. Ella però es nega a abandonar Luke al que reconeix com l'únic pare que ha tingut i James ha d'abandonar la casa sol.

## Repartiment
- James Kirkwood (Luke)
- Owen Moore (James)
- Mary Pickford (Mary)
- George Nichols (pare de Mary)
- Kate Bruce (donzella)
- Gladys Egan convidada al casament
- Frank Evans (convidat al casament)
- Marion Leonard (germana / convidada al casament)
- Violet Mersereau (convidada al casament)
- Anthony O'Sullivan (convidat al casament)
- Lottie Pickford (convidada al casament)
- Gertrude Robinson (nena)